# Trophée des Légendes 2010
Le Trophée des Légendes 2010, est la treizième édition du Trophée des Légendes, organisé durant la deuxième semaine des internationaux de France de tennis 2010 par la Fédération française de tennis. Il se déroule du 2 au 6 juin 2010 dans le Stade Roland-Garros.
Les vainqueurs sont Ievgueni Kafelnikov et Andreï Medvedev (moins de 45 ans), Andrés Gómez et John McEnroe (plus de 45 ans), Martina Navrátilová et Jana Novotná (dames).

## Présentation du tournoi
L'édition 2010 du Trophée des Légendes voit la création d'un tournoi féminin, d'une classe d'age unique.
Comme précédemment, les épreuves de doubles messieurs sont séparées en deux classes d'ages, moins de 45 ans et plus de 45 ans. Chacune de ces compétitions réunit six équipes de deux joueurs (soit 12 joueurs par épreuve), répartis en deux poules. Chaque compétition se compose donc de six matchs de poule, plus une finale entre les premiers de chaque poule.
Pour sa première édition, le tournoi féminin voit se rencontrer quatre équipes de deux joueuses, sur un modèle demi-finales, finale et petite finale. Chaque paire dispute donc deux rencontres.

### Règles spécifiques
La règle du « No-ad » s'applique, ce qui signifie qu'il n'y pas d'avantage en cas d'égalité à 40-40, mais un point décisif. Comme pour tout match en double, si au terme des deux sets les joueurs sont à égalité (un set partout), on procède à un « super tie break » en dix points.

## Double messieurs de moins de 45 ans

### Poule A
| N° | Équipe | Points | Sets | Jeux |
| -- | ------ | ------ | ---- | ---- |
| A1 |        |        |      |      |
| A2 |        |        |      |      |
| A3 |        |        |      |      |

Rencontres
|  |  |  |  |
|  |  |  |  |

|  |  |  |  |
|  |  |  |  |

|  |  |  |  |
|  |  |  |  |

### Poule B
| N° | Équipe | Points | Sets | Jeux |
| -- | ------ | ------ | ---- | ---- |
| B1 |        |        |      |      |
| B2 |        |        |      |      |
| B3 |        |        |      |      |

Rencontres
|  |  |  |  |
|  |  |  |  |

|  |  |  |  |
|  |  |  |  |

|  |  |  |  |
|  |  |  |  |

### Finale
|  |  |  |  |
|  |  |  |  |

## Double messieurs de plus de 45 ans

### Poule C
| N° | Équipe | Points | Sets | Jeux |
| -- | ------ | ------ | ---- | ---- |
| C1 |        |        |      |      |
| C2 |        |        |      |      |
| C3 |        |        |      |      |

Rencontres
|  |  |  |  |
|  |  |  |  |

|  |  |  |  |
|  |  |  |  |

|  |  |  |  |
|  |  |  |  |

### Poule D
| N° | Équipe | Points | Sets | Jeux |
| -- | ------ | ------ | ---- | ---- |
| D1 |        |        |      |      |
| D2 |        |        |      |      |
| D3 |        |        |      |      |

Rencontres
|  |  |  |  |
|  |  |  |  |

|  |  |  |  |
|  |  |  |  |

|  |  |  |  |
|  |  |  |  |

### Finale
|  |  |  |  |
|  |  |  |  |

## Double dames
|  |                                      |                                  |                             |            |            |                               |   |        |        |        |        |        |
|  | 1/2 finale                           | 1/2 finale                       | 1/2 finale                  | 1/2 finale | 1/2 finale |                               |   | Finale | Finale | Finale | Finale | Finale |
|  |                                      |                                  |                             |            |            |                               |   |        |        |        |        |        |
|  |                                      |                                  |                             |            |            |                               |   |        |        |        |        |        |
|  | Martina Navrátilová Jana Novotná     |                                  | 6                           | 6          |            |                               |   |        |        |        |        |        |
|  | Martina Navrátilová Jana Novotná     |                                  |                             |            |            |                               |   |        |        |        |        |        |
|  | Mary Joe Fernández Conchita Martínez |                                  | 1                           | 2          |            |                               |   |        |        |        |        |        |
|  | Mary Joe Fernández Conchita Martínez | Martina Navrátilová Jana Novotná | 1                           | 2          |            | 6                             | 6 |        |        |        |        |        |
|  |                                      |                                  |                             |            |            | 6                             | 6 |        |        |        |        |        |
|  |                                      |                                  | Iva Majoli Nathalie Tauziat |            | 4          | 2                             |   |        |        |        |        |        |
|  | Gigi Fernández Natasha Zvereva       |                                  | Iva Majoli Nathalie Tauziat | 6          | 4          | 2                             | 3 | 08     |        |        |        |        |
|  | Gigi Fernández Natasha Zvereva       |                                  |                             | 6          |            |                               | 3 | 08     |        |        |        |        |
|  | Iva Majoli Nathalie Tauziat          |                                  | 4                           | 6          | 110        |                               |   |        |        |        |        |        |
|  | Iva Majoli Nathalie Tauziat          |                                  | 4                           | 6          | 110        | Match pour la troisième place |   |        |        |        |        |        |
|  |                                      |                                  |                             |            |            |                               |   |        |        |        |        |        |
|  |                                      |                                  |                             |            |            |                               |   |        |        |        |        |        |
|  |                                      |                                  |                             |            |            |                               |   |        |        |        |        |        |
|  | Mary Joe Fernández Conchita Martínez |                                  | 1                           | 2          |            |                               |   |        |        |        |        |        |
|  | Mary Joe Fernández Conchita Martínez |                                  | 1                           | 2          |            |                               |   |        |        |        |        |        |
|  | Gigi Fernández Natasha Zvereva       |                                  | 6                           | 6          |            |                               |   |        |        |        |        |        |